# Treponema
Treponema è un genere di batteri appartenente alla famiglia delle Spirochaetaceae che comprende un numero di specie generalmente commensali per l'uomo, sebbene alcune di esse siano patogene.

## Etimologia
Dal greco trepein, volgere, torcere + nema, filo.

## Proprietà
Morfologicamente, le cellule sono spiraliformi, mobili, di lunghezza da 5 a 15 µm e larghezza da 0,1 a 0,2 µm. Come commensali, risiedono nel tratto gastrointestinale e urogenitale dell'uomo e sono coltivabili; vengono isolate spesso da infezioni miste anaerobiche delle mucose, ma il loro ruolo patogenetico è controverso. Al contrario, i treponemi patogeni non sono coltivabili per mezzo delle tecniche più comuni, sono microaerofili (ossia, sopravvivono scarsamente in un ambiente ricco di ossigeno); presentano colorazione Gram - in quanto possiedono una membrana cellulare esterna trilaminare (come quella dei batteri Gram -), ma non sembra posseggano una endotossina biologicamente attiva. Sono anche sensibili all'essiccamento e alle temperature estreme, e quindi si trasmettono quasi sempre per contatto diretto. I treponemi sono sensibili a diversi tipi di antibiotici.

## Treponemi patogeni
I treponemi patogeni non sono coltivabili in laboratorio, al contrario di quelli non patogeni. 
- Il Treponema pallidum è l'agente eziologico della sifilide,
- Il Treponema carateum causa la pinta,
- Il Treponema pertenue è l'agente eziologico della framboesia,
- Il Treponema endemicum causa il bejel o "sifilide endemica".